# Station Purwosari
Purwosari is een spoorwegstation in de Indonesische provincie Midden-Java. Het ligt in de kecamatan (onderdistrict) Laweyan van de stad Surakarta.

## Bestemmingen
- Prambanan Ekspres: naar Station Palur en Station Kutoarjo
- Gaya Baru Malam Selatan: naar Station Surabaya Gubeng en Station Jakarta Kota
- Kahuripan: naar Station Kediri en Station Padalarang
- Sri Tanjung: naar Station Lempuyangan en Station Banyuwangi Baru
- Senja Bengawan: naar Station Solo Jebres en Station Jakarta Tanahabang
- Feeder Wonogiri: naar Station Wonogiri
- Madiun Jaya : naar Station Madiun en Station Yogyakarta